# Полет 855 на „Еър Индия“
Полет 855 на „Еър Индия“ е редовен пътнически полет от летище Сантакруз, Бомбай, Индия, до международното летище „Дубай“, Дубай, Обединени арабски емирства, управляван от „Еър Индия“. На 1 януари 1978 г. самолетът „Боинг 747-237B“, който изпълнява полета, се разбива на около 3 км от брега на Бандра, по-малко от две минути след излитане, като по този начин убива всички 190 пътници и 23 души екипаж на борда. Въпреки опитите на капитана да овладее самолета по бреговата линия на Бомбай над Арабско море машината не се връща в равен полет.
Разследването на катастрофата установява, че най-вероятната причина е пространствената дезориентация на капитана и загубата на контрол над самолета след повреда на един от бордните инструменти. Записите от пилотската кабина показват, че бордният инженер отправя съвети към капитана, но погрешното му възприятие за надморската височина на самолета довежда до използването на системата за контрол на полета на самолета, a това кара машината да се преобърне още наляво и бързо да загуби височина.
Това е най-смъртоносният въздушен инцидент както в историята на „Еър Индия“, така и на Индия до полет 182 на „Еър Индия“ през 1985 г. и след това до сблъсъка във въздуха в Чархи Дадри през 1996 г.